# Fire and Reign
"Fire and Reign" es el noveno episodio de la octava temporada de la serie de televisión de antología American Horror Story. Se emitió el 7 de noviembre de 2018, en FX. El episodio fue escrito por Asha Michelle Wilson, y dirigido por Jennifer Arnold.

## Argumento
Jeff (Evan Peters) lamenta la estupidez del mundo, y admite que finalmente está listo para que el Apocalipsis comience. Él y Mutt (Billy Eichner) inician planes para construir puestos de avanzada alrededor de Estados Unidos, lugares donde los sobrevivientes pueden reunirse para vivir el desastre inminente. Frustrada por su falta de control dentro de la Cooperativa, la Sra. Venable (Sarah Paulson) renuncia a su trabajo, aunque Mutt y Jef le ofrecen uno nuevo antes de que pueda irse - siendo la encargada del Outpost 3. Aquí, le dicen que podrá crear sus propias reglas y no responder a nadie.
Dinah (Adina Porter), la Reina del Vudú, rompe un hechizo protector que Cordelia (Sarah Paulson) ha puesto en el aquelarre, dejando entrar a Langdon (Cody Fern) y a la Sra. Mead (Kathy Bates). A cambio, Langdon le pide a su padre que dé luz verde a 13 episodios del nuevo programa de entrevistas de Dinah. En el aquelarre, Mead asesina a la mayoría de las brujas, incluyendo a Zoe (Taissa Farmiga), Queenie (Gabourey Sidibe) y Bubbles (Joan Collins). Frustrado de que Cordelia haya escapado, Langdon se queja a Mead, sin saber que Mutt y Jeff la han programado de una manera que significa que pueden controlar todo lo que ella dice y hace. A través de Mead, los dos convencen a Langdon para que se reúna con ellos para promover sus planes. Aquí, le dicen a Langdon que la Cooperativa es un nuevo nombre para los Illuminati, una organización de élites que han vendido sus almas al Diablo a cambio de regalos mundanos. Le dicen a Langdon que los Illuminati le ayudarán en su plan para acabar con el mundo.
Cordelia, junto con Myrtle (Frances Conroy), Madison (Emma Roberts), Coco (Leslie Grossman) y Mallory (Billie Lourd) huye a los pantanos de Louisiana, donde ella y las otras brujas se refugian en una choza perteneciente a Misty Day (Lily Rabe). Aquí descubren que Misty se ha ido de viaje con Stevie Nicks, dejando su casa libre para su uso. Cordelia intenta y falla en resucitar a Zoe y Queenie, y Madison revela que Langdon tiene la capacidad de borrar almas de la existencia. Myrtle revela que podría haber una manera de traer a Queenie, Zoe y Bubbles de vuelta en forma de un hechizo de viaje en el tiempo, aunque también les dice a las chicas que ninguna bruja ha tenido éxito en realizarlo, y que cada intento ha resultado en la muerte. Continúa diciendo que cree que Mallory es capaz de realizar el hechizo. Después de esto, les cuenta a las chicas sobre la familia Romanova de la Rusia Imperial, y cómo fueron asesinadas en una guerra civil después de la Revolución Bolchevique. Ella revela que la hija menor, Anastasia (Emilia Ares) era una bruja, pero que sus poderes no eran lo suficientemente fuertes como para salvarla de las balas.
Mallory acepta viajar en el tiempo con la esperanza de ayudar a Anastasia, y aunque se las arregla para viajar en el tiempo, no puede salvarla. Myrtle asegura a Cordelia que el intento de Mallory logró mucho más que cualquier otra bruja. Cordelia contempla invocar la Toma Sagrada, lo que significa que tendría que morir para dejar que Mallory se eleve como Supremo y completar el hechizo. Myrtle la desanima, segura de que le queda algo de lucha. Langdon se reúne con la Cooperativa, informándoles de su plan para acabar con el mundo a través de la Aniquilación Nuclear. Revela el plan para los outpost avanzados, y los anima a ser leales a su padre, y a ayudarlo en su plan.

## Recepción
"Fire and Reign" fue visto por 1,65 millones de personas durante su emisión original, y ganó un 0,8 por ciento de audiencia entre los adultos de 18 a 49 años.
El episodio recibió críticas contradictorias. En el sitio web Rotten Tomatoes, "Fire and Reign" tiene un índice de aprobación del 54%, basado en 13 reseñas con un índice medio de 7,24/10.
Ron Hogan de Den of Geek dio al episodio un 3/5, diciendo, "A pesar de mi problema con [la posibilidad de viajar en el tiempo], el episodio en sí tiene muchos aspectos positivos. Las escenas con Mutt (Billy Eichner) y Jeff (Evan Peters) son amplias, pero son una divertida exageración de la cultura de los hermanos tecnológicos. Los dos actores tienen una sólida entrega de grandes líneas de comedia, y son un buen contrapeso a los aspectos más desagradables del episodio. Billie Lourd es excepcional esta semana, y su ataque de gritos después de ser arrastrada desde la Rusia zarista hasta el presente es poderoso. y es una gran gorra en una escena de flashback muy interesante". Y añadió: "Jennifer Arnold tiene una mano sólida con los actores, pero una mejor mano con las secuencias de acción que tienen lugar esta semana."
Kat Rosenfield de Entertainment Weekly le dio al episodio una C+. Como el episodio es el penúltimo de la temporada, criticó el hecho de que estuviera "todavía atascado en el fondo de la historia", ya que daba la impresión de una "puesta en escena interminable". Ella también estaba decepcionada por muchos elementos de la historia como la razón por la que Dinah escogió ayudar a Michael y Mead; la fácil explicación dada para el apocalipsis; y el hecho de que el viaje en el tiempo podría ser la solución para detener al Anticristo. No le gustó el suspenso del episodio, comentando que se trataba de "gente con sombreros muy tontos que se volteaba a la página 6 de sus carpetas de marketing del Fin de los Días". Finalmente, no le impresionó el flashback de la revolución bolchevique y la revelación de que Anastasia Romanova era una bruja.
Ziwe Fumudoh de Vulture.com le dio al episodio un 5 sobre 5. Al igual que Rosenfield, se sintió decepcionada por Dinah y la razón por la que ayudó a Michael y Mead, llamándolo "subestimado". También criticó a Michael por ser "tan desorientado como un barco sin velas, timón o Sperrys", y no se sintió impresionada por el flashback de la revolución bolchevique. Sin embargo, le gustó Robot Mead y su papel en la matanza de brujas, comentando que tiene "una característica de diseño elegante que es a la vez funcional y aterradora". También era fan de las escenas entre Mutt (Eichner), Jeff (Peters) y Venable (Paulson). En general, apreció el episodio, pensando que cubría mucho terreno y que "esta temporada de American Horror Story se está juntando".